# 라비니아 폰타나
라비니아 폰타나(Lavinia Fontana : 1552년 8월 24일 - 1614년 8월 11일)는 르네상스 시대의 이탈리아 여성 화가이다.

## 생애
라비니아 폰타나는 1552년 8월 24일 볼로냐에서 태어났다. 그녀의 아버지는 르네상스 시대의 이탈리아 화가 프로스페로 폰타나였다. 당시 볼로냐 학교에서 인망있는 화가였던 프로스페로는 라비니아를 직접 가르치게 되었다. 이 때에는 자식이 가업을 이어가는 것이 보편적인 일이었기 때문이다.
그녀의 초기작 'Child of the Monkey'는 1575년, 그녀의 나이 23살에 완성되었으나 안타깝게도 현재 이 작품은 사라진 상태이다. 그녀의 다른 초기작인 'Christ with the Symbols of the Passion'은 1576년에 완성되었고 현재 엘 파소 미술 박물관에 전시되어 있다. 그녀는 여러 다양한 장르의 그림에 관심을 가졌고 또한 직접 그리기도 하였다. 그녀가 갓 일을 시작했을 무렵, 그녀는 볼로냐의 상류층 인사들의 초상을 그려주는 것으로 유명세를 얻기 시작했다. 또한 그녀는 남성과 여성 누드를 포함한 거대한 크기의 종교적 그림을 그리기도 했다.

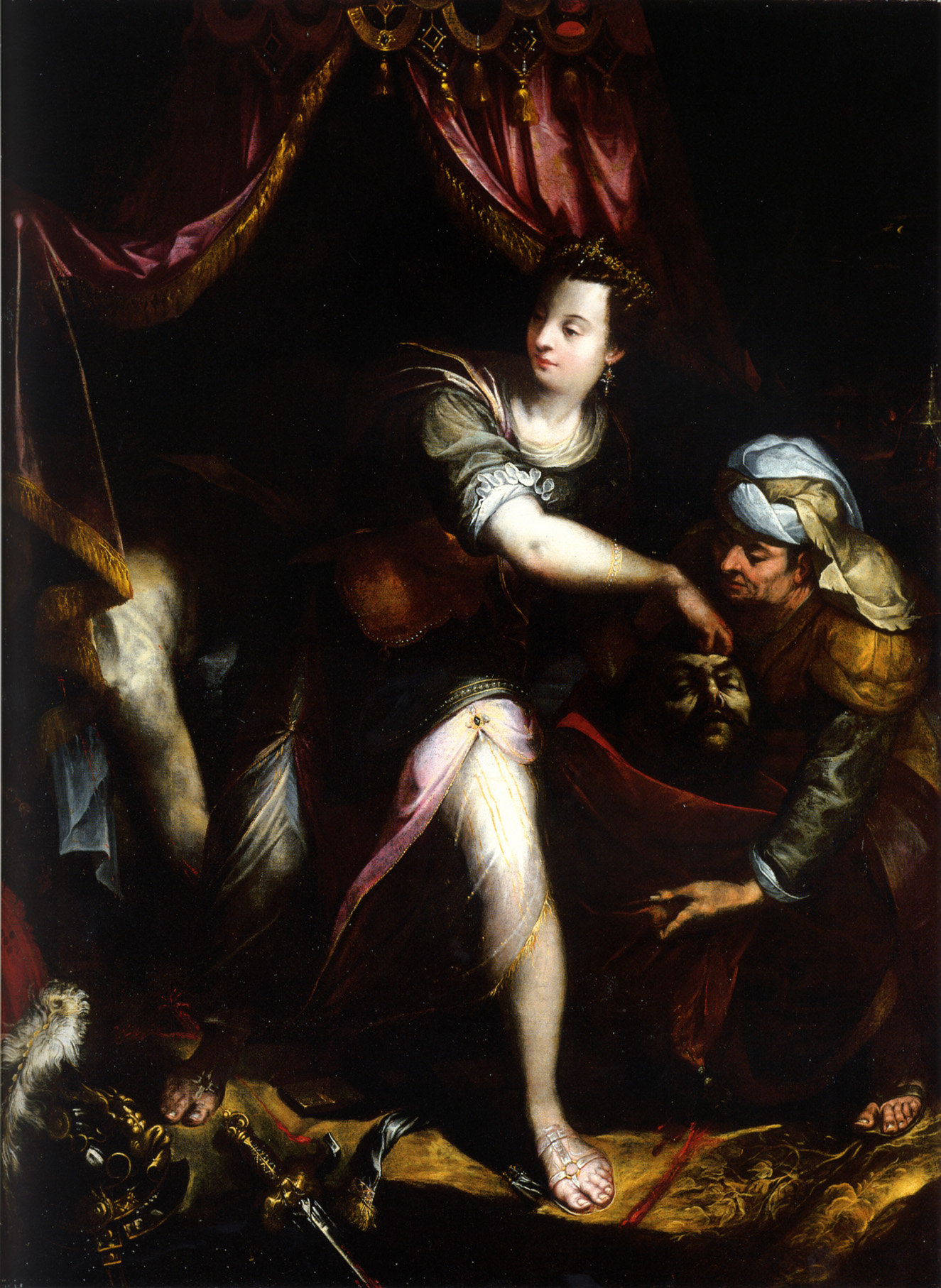
라비니아 폰타나, "유디트와 홀로페르네스", 캔버스에 오일,175,9 x 134,1 cm.

라비니아는 파올로 자피(Paolo Zappi 혹은 Paolo Fappi)와 1577년 결혼했다. 그녀는 11명의 자식들을 낳았는데 단 3명만이 그녀보다 오래 살았다. 결혼 후, 라비니아는 그림을 그려 생계를 이어나갔다. 자피는 가사일과 함께 그녀의 작업을 도우며 생활했는데, 종종 그녀의 그림 중 천이나 배경의 사물 등 중요하지 않은 부분을 손수 그리기도 했다.
라비니아는 교황 클레멘스 8세의 초청을 받아 그녀의 가족은 1603년 로마로 이사를 가게 되었다. 그녀는 이후 교황 그레고리오 13세가 회원이었던 Buoncompagni의 후원을 받았다. 라비니아는 로마에서도 역시 성공을 거두었고, 교황 바오로 5세의 초상화도 그리게 되었다. 그녀는 1614년 8월 11일 로마에서 죽었다.

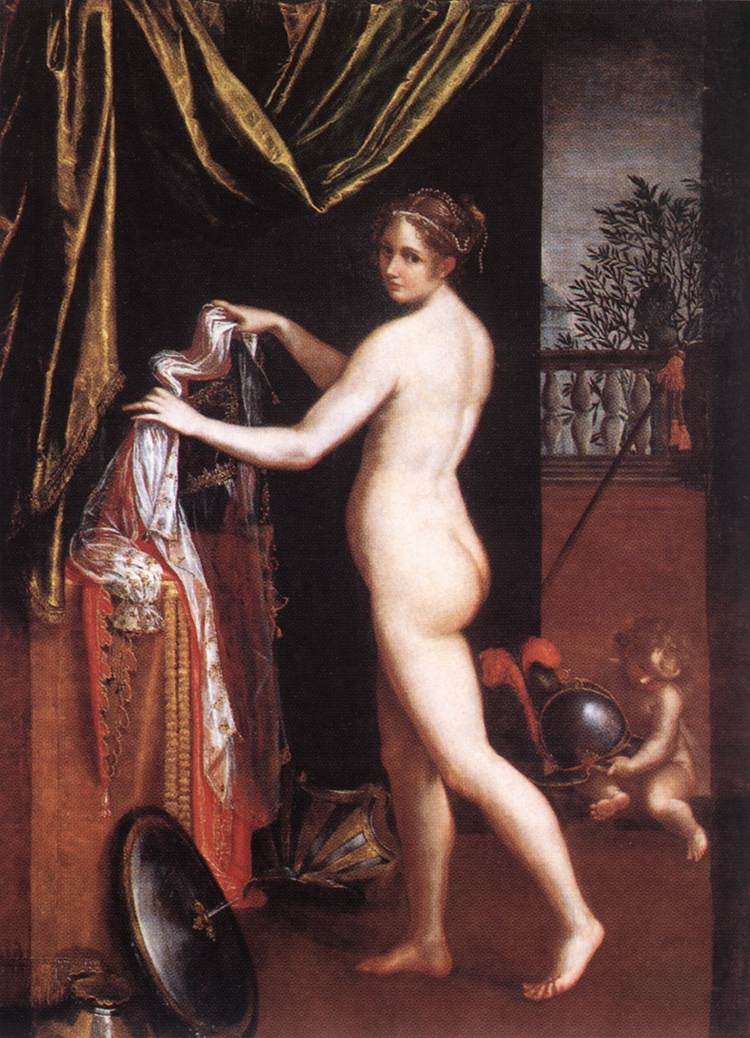
라비니아 폰타나, 옷을 입는 미네르바, 1613년작, 캔버스 위에 오일, Galleria Borghese, 로마.

## 작품
그녀의 초상화 작품들은 자주 귀도 레니의 작품으로 혼동되곤 한다. 대표적인 예로는 Venus(비너스), The Virgin lifting a veil from the sleeping infant Christ(잠자는 아기 예수의 베일을 들추는 성모 마리아), 그리고 the Queen of Sheba visiting Solomon(솔로몬 왕을 방문한 쉐바의 여왕) 등이 있다. 그녀의 자화상은 (그녀는 어렸을 때 굉장한 미인이었다고 한다)그녀의 가장 뛰어난 걸작으로 여겨지는데, 남편의 친척인 이몰라의 자피 백작이 소유했다고 한다.
그녀의 초기 스타일은 그녀의 아버지를 많이 닮았으나, 라비니아는 점차적으로 안니발레 카라치의 스타일과 베네치아식의 강한 색감 스타일에 영향을 받기 시작했다. 그녀는 로마 아카데미에 선임되었으며 1614년 로마에서 숨을 거두었다.
그녀의 100여점의 작품들이 옛 문서에 기록되어 있으나, 현재에는 그녀의 사인과 날짜가 기록된 단 32점만이 그녀의 작품으로 알려져 있다. 그 중에는 작가를 알 수 없는 25점의 그림이 그녀의 그림일 것이라 추정되고 있는데, 1700년 이전의 그 어떤 여성 화가보다도 많은 작품 수를 기록하고 있다.
라비니아는 그녀와 동시대를 살았던 또다른 여성화가인 Sofonisba Anguissola에게도 역시 영향을 받았을 것이라 추정되고 있다.

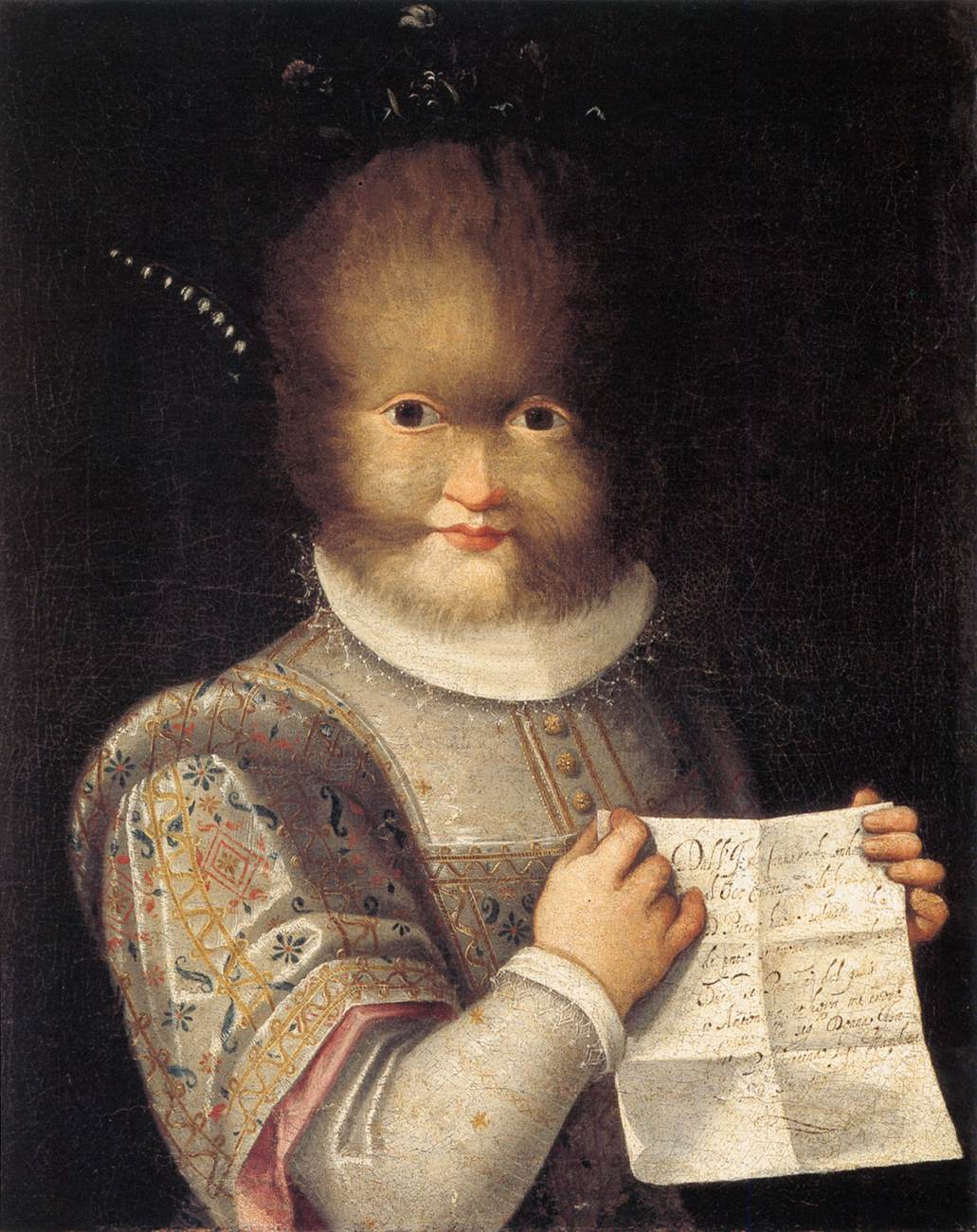
Tognina (Antonia) Gonsalvus, 라비니아 폰타나

## 주요 작품
- Self-Portrait with the Spinet Accompanied by a Handmaiden (1577년작) - Accademia Nazionale di San Luca, 로마
- Consecration to the Virgin, - Musée des Beaux-Arts, 마르세이유, 원래는 Gnetti Chapel, Santa Maria dei Servi, 볼로냐
- Portrait of a Lady with Lap Dog (1595년작) - 월터 미술 박물관, 볼티모어
- Portrait of Gerolamo Mercuriale (1587-1590년작) - 월터 미술 박물관, 볼티모어
- Noli me tangere (1581년작) - 우피치 미술관, 피렌체
- Assumption of the Virgin with Saints Peter Chrysologus, and Cassian (1584년작) - Palazzo Comunale, Imola
- Portrait of the Coozzadini Family (1584년작) - Pinacoteca Nazionale, 볼로냐
- Holy Family (1589년작) - El Escorial, Outside Madrid
- Birth of Virgin - Santissima Trinità, 볼로냐
- Portrait of a Couple (1580-1585년작) - 클리브랜드 미술 박물관, 클리브랜드
- Deposition (1581년작) - 코넬 미술 박물관
- Jesus among the Doctors - Part of the Mysteries of the Rosary in the Rosary chapel in the Basilica of San Domenico, 볼로냐

## 같이 보기
- 소포니스바 안귀솔라

## 참고 자료
이 문서는 브리태니커 백과사전 11번째 에디션(출판권:public domain)의 내용을 포함하고 있습니다.
- Chadwick, Whitney (1990). 여성, 미술, 그리고 사회. London: Thames and Hudson.
- Findlen, Paula. 이탈리아의 르네상스. ISBN 0-631-22283-9.
- Gaze, Delia. 여성 예술가에 대한 간결한 사전.
- Harris, Anne Sutherland; Linda Nochlin (1976). 여성 예술가들: 1550-1950. New York: Los Angeles County Museum of Art.
- Smyth, Francis P.; John P. O'Neill (1986). 코레지오와 카라치의 시대: 16세기와 17세기 에밀리안 회화. Washington DC: National Gallery of Art, pp. 132-136.
- Murphy, C.P. (2003). 라비니안 폰타나: 화가와 16세기 볼로냐의 후원자들.
- Hansen, Morten Steen; Joaneath Spicer, eds. (2005). 이탈리아의 명작 회화 작품들, 월터 미술 박물관.

## 관련 서적
- 붓을 든 소녀, 루이즈 호스 지음. 류재화 옮김. 오즈북스. 2005년 11월 발간.